# Trelawny
Trelawny é uma paróquia da Jamaica localizada no condado de Cornwall e que tem como capital a cidade de Falmouth.